# Robert Špehar
Robert Špehar (Osijek, 13. svibnja 1970.) hrvatski je nogometni trener i bivši nogometaš. Trenutačno je trener ŽNK Osijek. Kao igrač igrao je na poziciji  napadača.
U utakmici polufinala Lige prvaka 1997./98. postigao je gol.
Robert je u svojoj karijeri promijenio dosta klubova, ali najznačajniji klubovi su Club Brugge, Monaco, Hellas Verona, Sporting CP, Galatasaray S.K. i Standard Liège.
U 1. HNL postigao je 86 golova te je na osmom mjestu liste najboljih strijelaca u povijesti.